# Нухотколоб
Нухотколоб — село в Тляратинском районе Дагестана. Входит в сельское поселение сельсовет Шидибский.

## География
Расположено в 16 км к северо-северо-западу от районного центра — села Тлярата, на реке Сараор.

## Население
| 1869 | 1888 | 1895 | 1926 | 1939 | 1970 | 1989 |
| ---- | ---- | ---- | ---- | ---- | ---- | ---- |
| 42   | ↗59  | ↗64  | ↘20  | ↗24  | ↘19  | ↘16  |
| 2002 | 2010 | 2021 |      |      |      |      |
| ↗21  | ↗46  | ↘0   |      |      |      |      |